# George Ludwig von Haugwitz
George Ludwig von Haugwitz (geb. um 1690; gest. 1777) war ein preußischer Landrat.

## Herkunft und Leben

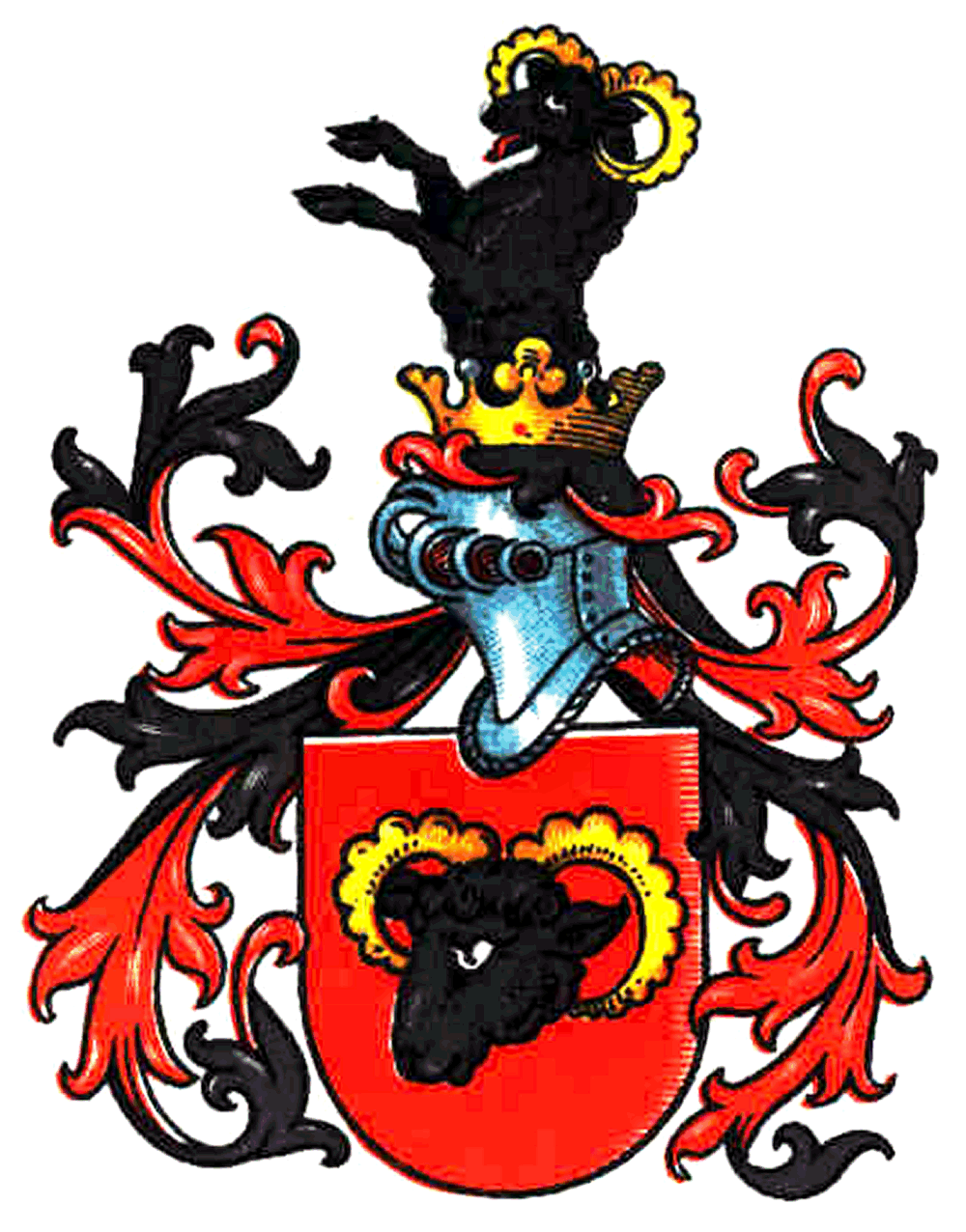
Wappen derer von Haugwitz

George Ludwig von Haugwitz war Angehöriger des Adelsgeschlechts Haugwitz. Er war ein Sohn von Tobias Ludwig von Haugwitz (1669–1698), Landesältester im Fürstentum Glogau, Steuereinnehmer in Guhrau, sowie Erbherr auf Schätz, Reichern, Klein Kloden und Mechau. Seine Muttere war Magdalena Catharina, geb. von Schweinichen aus dem Hause Gaffron. George Ludwig von Haugwitz wurde am 3. September 1753 mittels Ordre zum Nachfolger von Friedrich Rudolph von Tschammer als Landrat des Kreises Guhrau ernannt. Das Amt als Landrat übte er bis zu seinem Tod im Jahr 1777 aus, Nachfolger wurde noch im gleichen Jahr Friedrich von Dyhrn.

## Persönliches
George Ludwig von Haugwitz saß auf Ober Mechau und hatte drei Söhne, George Friedrich, Carl Wentzel und Tobias Friedrich Gottlob. 1778 werden noch weitere Töchter erwähnt, als sie eine Pension beantragten, die jedoch keine Zustimmung fand.